# Episteme (djur)
Episteme är ett släkte av fjärilar. Episteme ingår i familjen nattflyn.

## Bildgalleri

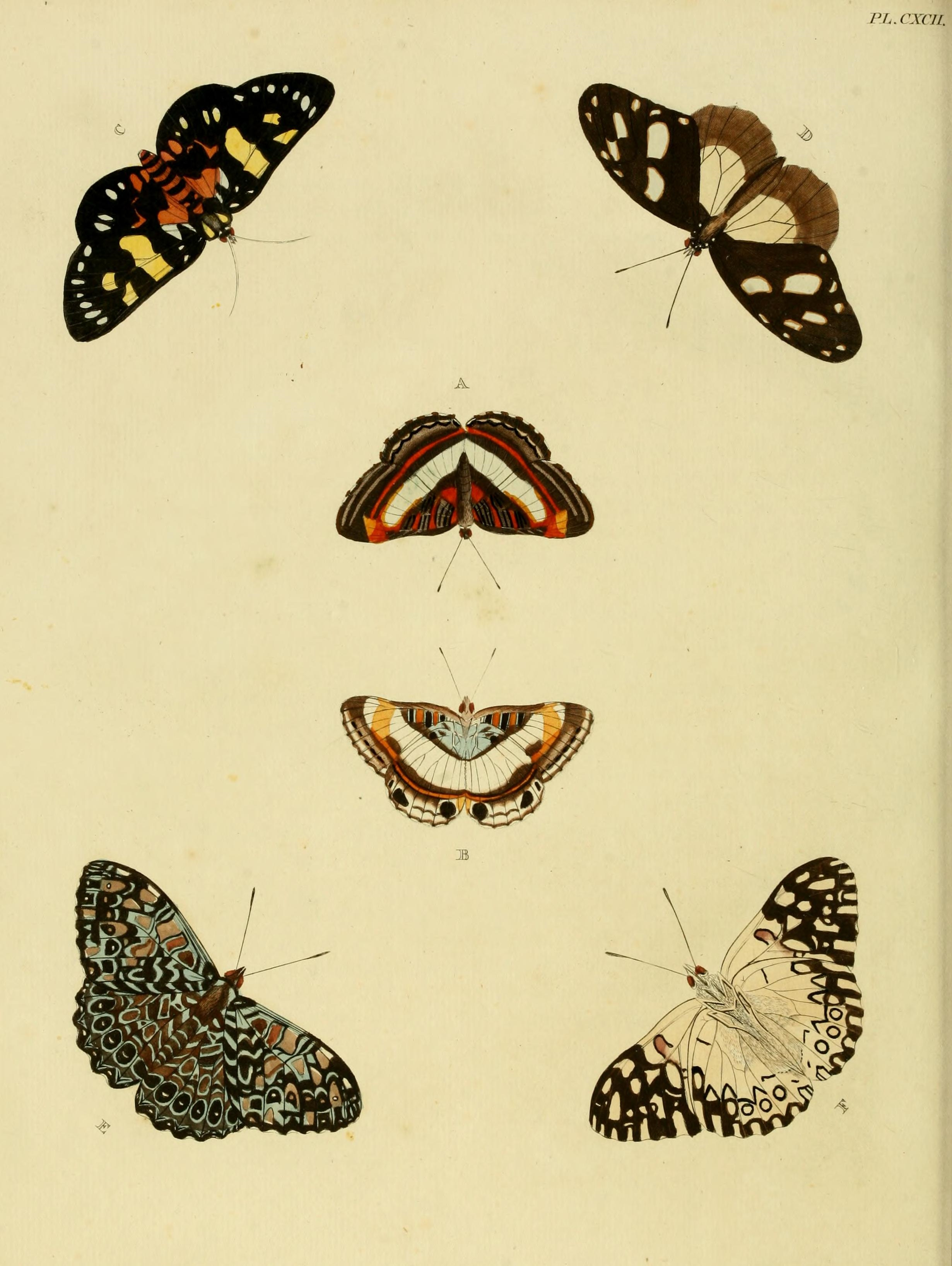

## Dottertaxa tillEpisteme, i alfabetisk ordning[1]
- Episteme adulatrix
- Episteme afflicta
- Episteme angularis
- Episteme antemedialis
- Episteme arctopsa
- Episteme beatrix
- Episteme bellatrix
- Episteme bijugata
- Episteme bisma
- Episteme cellularis
- Episteme clara
- Episteme communicans
- Episteme communis
- Episteme connexa
- Episteme conspicua
- Episteme contracta
- Episteme darocana
- Episteme distincta
- Episteme dives
- Episteme expansa
- Episteme facsiatrix
- Episteme formosana
- Episteme hainani
- Episteme hebe
- Episteme hoenei
- Episteme irenea
- Episteme lambertiana
- Episteme latimargo
- Episteme lectrix
- Episteme macrosema
- Episteme maculatrix
- Episteme mundina
- Episteme negrita
- Episteme nigripennis
- Episteme nipalensis
- Episteme palavanica
- Episteme postnigra
- Episteme reducta
- Episteme sauteri
- Episteme schana
- Episteme sectinotis
- Episteme semiclara
- Episteme shevaroyensis
- Episteme simplex
- Episteme solicita
- Episteme spilosa
- Episteme sumatrana
- Episteme sumbana
- Episteme szechuanensis
- Episteme tatsienlouica
- Episteme westwoodi
- Episteme vetula